# La Roue Tourangelle 2019
La Roue Tourangelle 2019 var den 18. udgave af cykelløbet La Roue Tourangelle. Løbet var en del af UCI Europe Tour-kalenderen og blev arrangeret 7. april 2019. Det blev vundet af belgiske Lionel Taminiaux fra Wallonie Bruxelles.

## Hold og ryttere
| UCI WorldTeams (2)- AG2R La Mondiale - Groupama-FDJ UCI Professionelle kontinentalthold (12)- Cofidis, Solutions Crédits - Direct Énergie - Vital Concept-B&B Hotels - Arkéa-Samsic - Delko-Marseille Provence - Androni Giocattoli-Sidermec - Rally UHC Cycling - Israel Cycling Academy - Euskadi Basque Country-Murias - Caja Rural-Seguros RGA - Manzana Postobón - Wallonie Bruxelles UCI Kontinentalhold (5)- Natura4Ever-Roubaix Lille Métropole - Saint Michel-Auber 93 - Team Vorarlberg-Santic - Swiss Racing Academy - Amore & Vita-Prodir |
| |

## Resultater
| \| Samlede stilling \| Samlede stilling \| Samlede stilling \| Samlede stilling \| Samlede stilling \| \| Rytter \| Rytter \| Hold \| Tid \| \| \| ---------------- \| ------------------- \| -------------------------- \| ---------------- \| ---------------- \| \| 1. \| Lionel Taminiaux \| Wallonie Bruxelles \| 4t 23' 35" \| \| \| 2. \| Robin Carpenter \| Rally UHC Cycling \| + 0" \| \| \| 3. \| Marc Sarreau \| Groupama-FDJ \| + 12" \| \| \| 4. \| Thomas Boudat \| Direct Énergie \| + 12" \| \| \| 5. \| Nacer Bouhanni \| Cofidis, Solutions Crédits \| + 12" \| \| \| 6. \| Bryan Coquard \| Vital Concept-B&B Hotels \| + 14" \| \| \| 7. \| Baptiste Planckaert \| Wallonie Bruxelles \| + 14" \| \| \| 8. \| Samuel Dumoulin \| AG2R La Mondiale \| + 14" \| \| \| 9. \| Clément Russo \| Arkéa-Samsic \| + 14" \| \| \| 10. \| Kévin Le Cunff \| Saint Michel-Auber 93 \| + 14" \| \| |                     |                            |            |
| |                     |                            |            |
| Kilde: ProCyclingStats |                     |                            |            |
| Samlede stilling |                     |                            |            |
| Rytter | Rytter              | Hold                       | Tid        |
| 1. | Lionel Taminiaux    | Wallonie Bruxelles         | 4t 23' 35" |
| 2. | Robin Carpenter     | Rally UHC Cycling          | + 0"       |
| 3. | Marc Sarreau        | Groupama-FDJ               | + 12"      |
| 4. | Thomas Boudat       | Direct Énergie             | + 12"      |
| 5. | Nacer Bouhanni      | Cofidis, Solutions Crédits | + 12"      |
| 6. | Bryan Coquard       | Vital Concept-B&B Hotels   | + 14"      |
| 7. | Baptiste Planckaert | Wallonie Bruxelles         | + 14"      |
| 8. | Samuel Dumoulin     | AG2R La Mondiale           | + 14"      |
| 9. | Clément Russo       | Arkéa-Samsic               | + 14"      |
| 10. | Kévin Le Cunff      | Saint Michel-Auber 93      | + 14"      |